# روفس وین‌رایت
روفِس مک‌گاریگل وین‌رایت (به انگلیسی: Rufus McGarrigle Wainwrightt) یک بازیگر، خواننده، ترانه‌سرا و آهنگساز آمریکایی-کانادایی است.

## زندگینامه
روفِس فرزند ۲ موسیقی‌دان نامدار فولک، لاودن وین‌رایت سوم آمریکایی و کیت مک‌کاریگل کانادایی است. خواهر او مارتا وین‌رایت نیز خواننده-ترانه‌سرای فولک راک است. پدر و مادر روفِس در زمان کودکی او از هم جدا شدند و پس از آن او نزد مادرش در مونترآل روزگار می‌گذراند.
او از ۶ سالگی فراگیری پیانو را آغاز کرد و در ۱۳ سالگی به همراه مادر، خاله و خواهرش در یک دوره تور موسیقی خانوادگی شرکت کرد. ۱ سال بعد نامزد جایزهٔ جونوی «آینده‌دارترین هنرمند جوان» شد و در همان‌سال ترانهٔ «'I'm a-Runnin» از آثار او نامزد دریافت جایزهٔ جینی «بهترین ترانهٔ فیلم» شد. در سنین نوجوانی به اپرا و موسیقی هنرمندانی هم‌چون ادیت پیاف و جودی گارلند علاقه‌مند شد.
پس از پایان تحصیلاتش در مدرسهٔ معتبر میل‌بروک نیویورک برای ادامهٔ تحصیل در رشتهٔ موسیقی وارد دانشگاه مک‌گیل مونترآل شد و سرانجام از موسیقی کلاسیک به پاپ و راک گرایش پیدا کرد.پس از ضبط چند دمو با شرکت دریم‌ورکس رکوردز قراردادی منعقد کرد و در بهار ۱۹۹۸ اولین آلبوم استودیوییاش با نام روفس وین‌رایت را با لیبل دریم‌ورکس منتشر کرد. این آلبوم با نظر مثبت منتقدان روبرو شد و نامش به چندین فهرست «بهترین آثار سال ۹۸» راه پیدا کرد.
روفِس سال‌های بعد را به برگزاری تورهای موسیقی، ضبط ساوندترَک فیلم شرک و مشارکت در آلبومی متعلق به مادرش گذراند. در میانهٔ سال ۲۰۰۱ دومین آلبومش با نام وضعیت‌ها را منتشر کرد که مانند اولی موفق بود. از آن زمان تا کنون روفِس ۴ آلبوم استودیویی دیگر و تعدادی آلبوم‌های برگزیده آثار منتشر کرده‌است.وی در سال ۲۰۰۵ در نقش جرمی در فیلم ارتفاعات ظاهر شد.آخرین آلبوم او یک مجموعهٔ صوتی/تصویری ۱۹ دیسکه با نام خانهٔ روفِس است که در ژوئیهٔ ۲۰۱۱ منتشر شد.